# آیماکی
آیماکی (به لاتین: Aymaki) یک منطقهٔ مسکونی در روسیه است که در داغستان واقع شده‌است.